# Convoi no 22 du 21 août 1942
Le convoi no 22 du 21 août 1942, surnommé « Convoi 22 », est le vingt-deuxième convoi de déportation de Juifs de France. Ce convoi est parti du camp de Drancy (alors département Seine, aujourd'hui Seine-Saint-Denis) pour le camp d'extermination d'Auschwitz.
En 1945, il y a seulement 7 survivants sur les 1 000 déportés.
On trouve dans ce convoi Rachel Weismann, âgée de 7 ans, l'une des deux sœurs de Joseph Weismann, un des seuls enfants survivants de la déportation de Beaune-la-Rolande à Auschwitz, lors de la Rafle du Vélodrome d'Hiver.
Léo Schreiber (âgé de 11 ans) (il est né le 18 août 1931 à Francfort) et son petit frère Albert (âgé de 4 ans) (il est né le 25 mars 1939  dans le 12e arrondissement de Paris) étaient également dans ce convoi. Ils ont été déportés seuls, sans leur mère Mindia Schreiber (née Hauptschen, à Wadowice, en Pologne,  le 19 avril 1906) déportée 15 jours plus tôt du camp de Pithiviers (dans le convoi n° 16, en date du 7 août 1942). Léo est connu pour avoir écrit deux lettres à son père Jules, seul survivant. Les Schreiber habitaient au 14, rue Louis-Bonnet dans le 11e arrondissement de Paris, située au cœur du quartier de Belleville.